# John Heath (Politiker)
John Heath (* 8. Mai 1758 in Wicomico Parish, Northumberland County, Colony of Virginia; † 13. Oktober 1810 in Richmond, Virginia) war ein US-amerikanischer Politiker. Zwischen 1793 und 1797 vertrat er den Bundesstaat Virginia im US-Repräsentantenhaus.

## Werdegang
John Heath wurde zeitweise von privaten Lehrern unterrichtete. Danach studierte er am College of William & Mary in Williamsburg. Anschließend nahm er am Unabhängigkeitskrieg teil. Nach einem Jurastudium und seiner Zulassung als Rechtsanwalt begann er im Northumberland County in diesem Beruf zu arbeiten. Zwischen 1781 und 1784 sowie nochmals von 1787 bis 1793 war er als Staatsanwalt tätig. Für einige Jahre war er Mitglied des Privy Council von Virginia. Im Jahr 1782 wurde er in das Abgeordnetenhaus von Virginia gewählt. Politisch war er ein Gegner (Anti-Administration-Fraktion) der ersten Bundesregierung unter Präsident George Washington. Später wurde er Mitglied der Ende der 1790er Jahre von Thomas Jefferson gegründeten Demokratisch-Republikanischen Partei.
Bei den Kongresswahlen des Jahres 1792 wurde Heath im damals neu eingerichteten 19. Wahlbezirk von Virginia in das damals noch in Philadelphia tagende US-Repräsentantenhaus gewählt, wo er am 4. März 1793 sein neues Mandat antrat. Nach einer Wiederwahl konnte er bis zum 3. März 1797 zwei Legislaturperioden im Kongress absolvieren. Im Jahr 1796 verzichtete er auf eine erneute Kandidatur. Nach dem Ende seiner Zeit im US-Repräsentantenhaus praktizierte Heath als Anwalt in Heathsville. Im Jahr 1803 zog er nach Richmond, wo er ebenfalls als Jurist tätig war. Seit 1803 gehörte er erneut dem Privy Council von Virginia an. Er starb am 13. Oktober 1810 in Richmond.